# Karel Gleenewinkel Kamperdijk
Karel Willem Hendrik Gleenewinkel Kamperdijk (Haarlem, 30 oktober 1883 - Rijswijk, 20 juni 1975) was een Nederlands voetballer die tussen 1901 en 1923 uitkwam voor de Haagse voetbalclub HBS. Gleenewinkel Kamperdijk speelde mee in de eerste interlandwedstrijd ooit, uit tegen België op 30 april 1905 (4-1). Hij was daarmee een van de eerste Nederlandse internationals.

## Clubcarrière
Gleenewinkel Kamperdijk begon zijn voetballoopbaan bij het Haagse Quick alwaar hij het bracht tot aanvoerder van het eerste elftal. Na de mislukte promotiewedstrijden in 1901 voor een plek in de eerste klasse besloot hij zijn lidmaatschap van Quick op te geven en zich op 17-jarige leeftijd aan te melden bij HBS. dat reeds op het hoogste niveau actief was. Hier speelde hij in twee perioden, onderbroken door een 13-jarig verblijf (1906-1918) in Nederlands-Indië. Na zijn terugkeer uit Indië speelde hij in 1922 en 1923 nog een paar wedstrijden mee met HBS. Hij speelde zijn laatste wedstrijd op 23 september 1923, thuis tegen Excelsior. Hij was toen bijna 40, waarmee hij een van de oudste spelers ooit in het eerste elftal van de kraaien is. Hij speelde verspreid over 22 jaar 78 wedstrijden en wist 10 keer te scoren. Ook in Indië voetbalde Kamperdijk veel, onder andere voor B.V.C. uit Batavia en S.V.V. uit Semarang.

## Vertegenwoordigend voetbal
Hij was tevens een van de eerste internationals van het Nederlands elftal. Op 30 april 1905 wordt er in het Kiel Stadion in Antwerpen van de Belgische nationale ploeg gewonnen op overtuigende wijze met 4-1. Twee weken later, de return in Rotterdam, werd ook met ruime cijfers gewonnen (4-0). Dit zouden de enige wedstrijden zijn die Gleenewinkel Kamperdijk in het Nederlands elftal zou spelen. Op het moment dat het Nederlands elftal haar derde interland speelde, op 29 april 1906 tegen de Belgen, bevond Kamperdijk zich reeds in Indië, anders had hij zeker nog meer interlands gespeeld.

## Privéleven
Kamperdijk werd geboren als zoon van Jacobus Gleenewinkel Kamperdijk en Wilhelmina Constantia Laurentia Storm van 's Gravesande als jongste van vijf kinderen. Hij had twee zussen en twee broers.
Gleenewinkel Kamperdijk is drie maal getrouwd geweest en had uit die huwelijken drie dochters.
Zijn eerste vrouw was Christina Carolina Albertina Fehr, met wie hij in 1910 trouwde in Batavia (Nederlands-Indië). Een jaar later werd zijn eerste dochter Vera Paulina Adolphina geboren in Cheribon, in 1913 volgde zijn tweede dochter Wilhelmina Laura in Semarang. Na 9 jaar huwelijk werd de scheiding in 1919 voltrokken.
Nauwelijks een jaar later, in 1920, trouwde hij met Anna van Gorcum. Zij hadden één dochter samen: Maria Laura. Na het overlijden van zijn tweede vrouw in 1964 hertrouwde Gleenewinkel Kamperdijk op 8 december 1966 in Den Haag met Hendrica Bruijnzeel (1904).

## Maatschappelijk
Op 6 januari 1906 vertrok het stoomschip "Goentoer" uit Rotterdam naar Batavia. Een paar dagen later scheepte Gleenewinkel Kamperdijk in te Marseille om een carrière in Nederlands-Indië op te bouwen. Kamperdijk werkte aanvankelijk bij handelshuis Reiss & Co te Batavia. In 1910 stapte hij over naar de Assurantiemaatschappij der Nederlanden, eveneens te Batavia. In 1911 volgde de overstap naar Jacobson van den Berg & Co, eerst in hun vestiging te Soerabaja om vanaf 1912 werkzaam te zijn in de vestiging van dit bedrijf te Semarang. Daar werkte Kamperdijk nog steeds toen hij eind 1918 weer terugkeerde naar Nederland. Eenmaal terug werd Kamperdijk werkzaam als makelaar en handelsagent in Den Haag.

## Zie ook

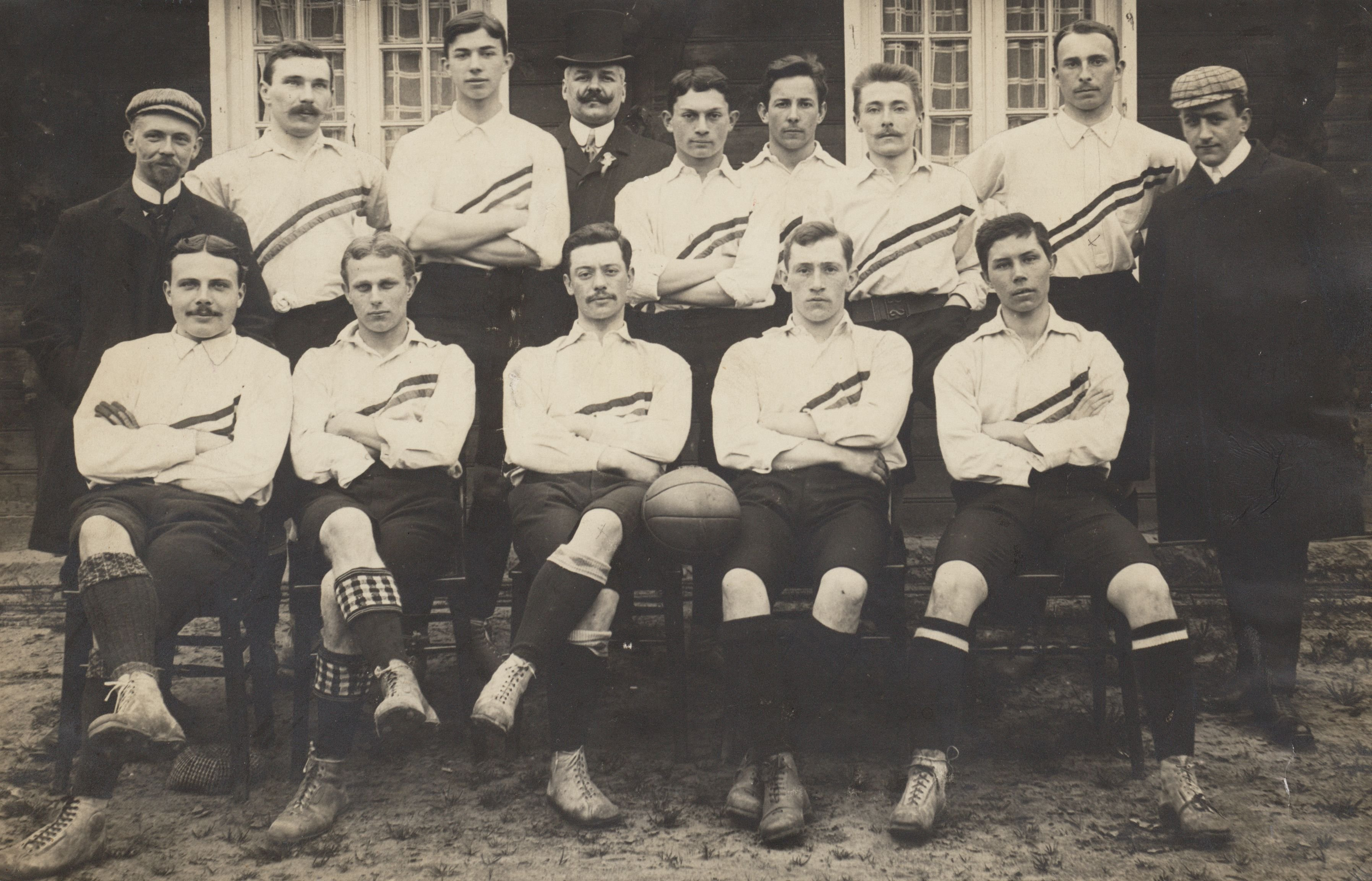
Selectie eerste interland tegen België. Gleenewinkel Kamperdijk zittend tweede van links